# Linguística funcional
É o ramo da Linguística que tem por objetivo estudar a relação existente entre a estrutura gramatical das diversas línguas existentes e os contextos comunicativos em que elas ocorrem, ao contrário daquilo que é objeto de estudo para o gerativismo e estruturalismo. Os linguistas desta corrente compreendem a linguagem como um instrumento de interação social, buscando analisar a relação entre linguagem e sociedade, indo além dos limites da estrutura gramatical, observando na prática das interações do cotidiano, que envolvem seus interlocutores, seus devidos propósitos e contexto discursivo. Essencialmente, os funcionalistas buscam analisar dados reais da fala e escrita, extraídos do contexto real da comunicação.
Duas correntes se destacam no Funcionalismo: A europeia e a norte-americana. A primeira teve seu início em 1926 no círculo linguístico da Escola de Praga, sendo sua origem atribuída ao linguista tcheco Vilém Mathesius e os estudos que mais se destacaram nesta Escola foram no campo da Fonologia. Já a segunda teve seu inicio na década de 1960, tendo por precursor Dwight Bolinger, mas somente por volta do ano de 1975 é que a corrente ganha força, passando a ser notada na literatura norte-americana na área da linguística.
No Brasil, os estudos de caráter funcionalistas começaram na década de 1980, tendo por pioneiro Rodolfo Ilari que em 1987 publicou o Livro Perspectiva funcional da fase portuguesa, seguindo a linha de pensamento da Escola de Praga.

## Funcionalismo Linguístico
Segundo Halliday, a língua é um sistema para produzir significados. A perspectiva funcionalista do linguista leva em consideração, nos estudos sobre a linguagem, um conjunto de situações comunicativas na qual ocorre um processo linguístico.  Esse conjunto de situações comunicativas corresponde aos interlocutores, às condições de produção e  à dinâmica do ato comunicativo, enfim. 
A identidade na comunicação se constrói pelas relações que estabelecemos com os outros e com o meio em que vivemos, por meio do desempenho de papéis em eventos sociais. 
Ao desempenharmos os papéis num evento de fala, nós nos colocamos como sujeitos desse evento, dividindo-nos em tipos diversos de pessoas  e categorias sociais. 
Halliday formulou um esquema, em que, de acordo com sua concepção, as funções básicas da comunicação se dividem da seguinte forma: 
a) ideacional - a linguagem tem como finalidade a manifestação de conteúdos que estejam ligados à experiência que o falante possui do mundo concreto, real ou de seu universo subjetivo, interior; 
b) interpessoal –  a linguagem é mantenedora das relações sociais, com a finalidade de expressar papéis sociais na qual haja contato entre dois ou mais indivíduos;
c) textual – a linguagem estabelece vínculos com ela mesma e está ligada às características da situação em que é usada. 
Nessa função, o indivíduo – falante ou escritor –  é capaz de criar textos, enquanto o ouvinte ou leitor consegue distinguir um texto de um conjunto aleatório de frases. A função textual é, pois, um instrumento das outras duas, já que sempre o ato comunicativo necessita da elaboração de discursos.
Essas três funções se combinam e se atualizam simultaneamente nas cláusulas, estruturando assim o contexto conversacional, equilibrando o ato de fala em representação (ideacional), troca (interpessoal) e mensagem (textual). 